# PIGH
PIGH (англ. Phosphatidylinositol glycan anchor biosynthesis class H) – білок, який кодується однойменним геном, розташованим у людей на короткому плечі 14-ї хромосоми. Довжина поліпептидного ланцюга білка становить 188 амінокислот, а молекулярна маса — 21 081.
| 10         |  | 20         |  | 30         |  | 40         |  | 50         |
| ---------- |  | ---------- |  | ---------- |  | ---------- |  | ---------- |
| MEDERSFSDI |  | CGGRLALQRR |  | YYSPSCREFC |  | LSCPRLSLRS |  | LTAVTCTVWL |
| AAYGLFTLCE |  | NSMILSAAIF |  | ITLLGLLGYL |  | HFVKIDQETL |  | LIIDSLGIQM |
| TSSYASGKES |  | TTFIEMGKVK |  | DIVINEAIYM |  | QKVIYYLCIL |  | LKDPVEPHGI |
| SQVVPVFQSA |  | KPRLDCLIEV |  | YRSCQEILAH |  | QKATSTSP   |  |            |

A: Аланін

C: Цистеїн

D: Аспарагінова кислота

E: Глутамінова кислота

F: Фенілаланін

G: Гліцин

H: Гістидин

I: Ізолейцин

K: Лізин

L: Лейцин

M: Метіонін

N: Аспарагін

P: Пролін

Q: Глутамін

R: Аргінін

S: Серин

T: Треонін

V: Валін

W: Триптофан

Кодований геном білок за функціями належить до трансфераз, глікозилтрансфераз. 
Локалізований у цитоплазмі.